# Malí en los Juegos Olímpicos de Los Ángeles 1984
Malí estuvo representado en los Juegos Olímpicos de Los Ángeles 1984 por cuatro deportistas masculinos que compitieron en tres deportes.
El equipo olímpico maliense no obtuvo ninguna medalla en estos Juegos.